# 特龙舒瓦
特龙舒瓦（法語：Tronchoy，法語發音：[tʁɔ̃ʃwa]）是法国勃艮第-弗朗什-孔泰大区约讷省的一个市镇，属于阿瓦隆区。

## 地理
特龙舒瓦（47°54'52"N, 3°56'28"E）面积6.59 平方千米，位于法国勃艮第-弗朗什-孔泰大區约讷省，该省份为法国中北部内陆省份，西接卢瓦雷省，西北接塞纳-马恩省，南至涅夫勒省，东临科多尔省，东北与奥布省接壤。
与特龙舒瓦接壤的市镇（或旧市镇、城区）包括：利涅尔、马罗勒苏利涅尔、韦济讷、舍内、罗费。

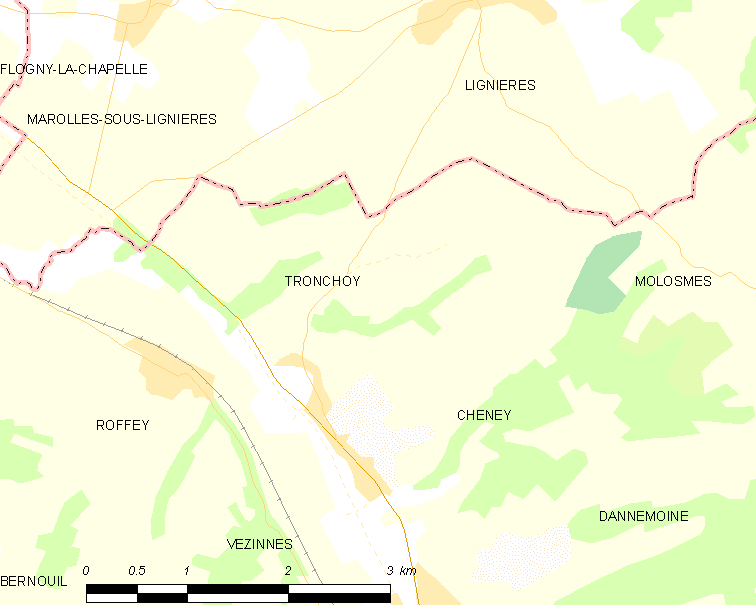
特龙舒瓦的OSM定位图

特龙舒瓦的时区为UTC+01:00、UTC+02:00（夏令时）。

## 行政
特龙舒瓦的邮政编码为89700，INSEE市镇编码为89423。

## 政治
特龙舒瓦所属的省级选区为托内鲁瓦县。

## 人口

1962-2008年间特龙舒瓦人口变化图示

特龙舒瓦于2022年1月1日时的人口数量为123人。